# 30. kolovoza
30. kolovoza (30. 8.) 242. je dan godine po gregorijanskom kalendaru (243. u prijestupnoj godini).
Do kraja godine imaju još 123 dana.

## Događaji
- 1850. – Glavni je grad Havaja Honolulu dobio status grada.
- 1916. – Čileanski ribarski jedrenjak (kuter) spasio je članove ekspedicije Ernesta Henryha Shackletona na Antarktiku. Britanski je istraživač od 1915. godine na brodu "Endurance" bio opkoljen ledom. Kad se na brodu pojavila pukotina, s posadom je pobjegao na santi leda.
- 1939. – Odglumljeni napad poljskih snaga na njemački odašiljač kod granične postaje u Gleiwitzu.
- 1944. – Ante Pavelić sazvao hitnu sjednicu vlade i obznanio urotničke namjere
- 1945. – Drugi svjetski rat: Britanske snage oslobodile su Hong Kong od Japana
- 1951. –  Tisak je izvijestio o protjerivanju 30.000 Nijemaca iz Rumunjske.
- 1965. – U švicarskom Saas-Feeu lavina je zatrpala oko 100 radnika na gradilištu brane.
- 1974. – Svih devet vagona brzog vlaka iz Beograda za Dortmund (Njemačka) iskočilo je iz tračnica pri brzini od 103 km/h i prevrnilo se na ulazu u Glavni kolodvor u Zagrebu. Poginulo je 153 putnika.
- 1991. – Azerbajdžan proglasio neovisnost od SSSR-a
- 1987. – Na atletskom mitingu u Rimu bugarska atletičarka Štefka Kostadinova postavila do danas neoboren rekord u skoku uvis od 2,09 m
- 2007. – Kornatska tragedija: u požaru na otoku Velikom Kornatu smrtno je stradalo 12 vatrogasaca

| - 1844. – Friedrich Ratzel, njemački geograf i etnograf ( 1904.) - 1871. – Ernest Rutherford, britanski fizičar ( 1937.) - 1912. – Ivana Batušić, hrvatska romanistica, sveuč. profesorica francuskog (†2010.) - 1940. – Lukrecija Brešković, hrvatska glumica - 1933. – Ivan Kušan, hrvatski književnik i akademik - 1943. – Jean-Claude Killy, francuski alpski skijaš - 1972. – Cameron Diaz, američka filmska glumica - 1981. – Csilla Barath Bastaić, hrvatska glumica - 1989. – Bebe Rexha, američka pjevačica i kantautorica | - 526. – Teodorik Veliki, ostrogotski kralj (* 454.) - 1181. – Aleksandar III., papa (* 1105.) - 1483. – Luj XI., francuski kralj (* 1423. - 1723. – Antoni van Leeuwenhoek, nizozemski trgovac i znanstvenik (* 1632.) - 1940. – Joseph John Thomson, engleski fizičar (* 1856.) - 1981. – Muhamed-Ali Radžai, iranski političar (* 1933.) - 1995. – Sterling Morrison, američki gitarist (* 1942.) - 2003. – Charles Bronson, američki glumac (* 1921. ) - 2004. – Fred Lawrence Whipple, američki astronom (* 1906.) - 2006. – Boran Bego, hrvatski nogometaš (* 1938.) - 2006. – Nagib Mahfuz, egipatski književnik i nobelovac (* 1911.) - 2022. – Mihail Gorbačov, posljednji predsjednik SSSR-a (* 1931.) |

## Blagdani i spomendani
- Međunarodni dan nestalih osoba